# Boca Chica (Texas)
Boca Chica is een kleine nederzetting met twee straten en 36 huizen op Brazos Island, een schiereiland en voormalig barrière-eiland aan de monding van de Rio Grande en de Golf van Mexico in Zuid-Texas dat met de Boca Chica Boulevard (deel van de Texas State Highway 4) aan het vasteland is verbonden. Boca Chica ligt 30 km ten oosten van Brownsville.
Aan het eind van Highway 4, zo’n drie kilometer ten oosten van het dorp, ligt Boca Chica Beach, de zuidelijkste strandovergang van het vasteland van de Verenigde Staten. Op kaarten van rond 1933 heette deze strandovergang Del Mar Beach. Boca Chica valt bestuurlijk onder Cameron County. Tussen het schiereiland en het vasteland ligt een gebied dat sterke overeenkomsten vertoont met de Waddenzee. Het schiereiland bestaat grotendeels uit kwelders, duinen en strand.

stadsplan van Boca Chica

Het dorp werd  in 1967 gesticht onder de naam Kennedy Shores. In 1975 kreeg het de naam Kopernik Shores en uiteindelijk werd het omgedoopt tot Boca Chica. In 2017 waren twee van de 36 huizen permanent bewoond. Het dorp is geen census-designated place.

## Voortbestaan
Het dorpje kreeg bekendheid nadat ruimtevaartbedrijf SpaceX er in 2014 zijn South Texas Launch Site vestigde en er ook raketten van het type Starship ging bouwen en testen. Door de komst van de rakettenbouwplaats, net buiten het dorpje, waar sinds eind 2018 dag en nacht met veel overlastgevend geluid en kunstlicht wordt gewerkt, wordt het voortbestaan van het dorpje bedreigd. SpaceX heeft in september 2019 aangegeven de veelal gepensioneerde huiseigenaren te willen uitkopen, maar veel bewoners wilden dat vooralsnog niet, omdat ze voor het geboden bedrag geen huis op een vergelijkbare locatie (midden in de natuur in een waddenachtig gebied) kunnen kopen. Hoewel SpaceX drie maal het bedrag dat een door hun ingehuurde taxateur noemt voor de huizen bood, bleek dat de taxateur volgens veel huiseigenaren een onrealistisch lage taxatie maakte zonder de huizen van binnen te bekijken. Als vergelijkingsmateriaal voor de genoemde prijzen had de taxateur leegstaande, vervallen huizen opgegeven. Ook was niet in de taxaties meegenomen dat de huizen inkomsten voor de eigenaren opleverden omdat ze veelal via Airbnb werden verhuurd. In februari 2020 moest SpaceX nog ongeveer twintig huizen in handen krijgen. Daarom kwam SpaceX met meer geld over de brug. In maart waren dat er nog zeven huizen die inmiddels eigendom van SpaceX zijn worden gebruikt door het personeel van de werf en lanceerbasis, inclusief SpaceX’ directeur Elon Musk die een groot deel van zijn tijd in Boca Chica doorbrengt.
In augustus 2020 werd uit een vacature van SpaceX duidelijk dat het bedrijf er ook een badplaats wil bouwen en daarvoor een manager zoekt. Bij het dorp werd daarop een caravanpark aangelegd.
In maart 2021 deed SpaceX bij Cameron County een aanvraag tot het incorporeren van Boca Chica in een nieuw te vormen stad genaamd Starbase. Deze stad zou onder meer Boca Chica, de rakettenfabriek en de lanceer- en testplaats moeten omvatten, maar groter worden dan dat.

## Trivia
- Bij zeer hoog water door herfststormen komt de Highway 4 onder water te staan, waardoor het schiereiland tijdelijk een eiland is.